# Klaus Sammer
Klaus Sammer (ur. 27 października 1976 w St. Johann in Tirol) – austriacki snowboardzista, wicemistrz świata.

## Kariera
W Pucharze Świata zadebiutował 24 listopada 1994 roku w Zell am See, gdzie zajął 31. miejsce w slalomie równoległym (PSL). Pierwsze pucharowe punkty wywalczył dwa dni później w tej samej miejscowości, zajmując 28. miejsce w gigancie. Nigdy nie stanął na podium zawodów pucharowych, najwyższe lokaty zajmując 14 listopada 1998 roku w Zell am See i 28 listopada 1998 roku w Sestriere, gdzie był czwarty, odpowiednio w gigancie i PSL. Najlepsze wyniki osiągnął w sezonie 1997/1998, kiedy to zajął 22. miejsce w klasyfikacji generalnej.
Jego największym sukcesem jest srebrny medal w snowcrossie wywalczony na mistrzostwach świata w San Candido w 1997 roku. Rozdzielił tam na podium swego rodaka, Helmuta Pramstallera i Jakoba Bergstedta ze Szwecji. Był to jego jedyny medal w międzynarodowych zawodach tej rangi i zarazem jedyne miejsce w czołowej dziesiątce. Nie startował na igrzyskach olimpijskich.
W 2002 r. zakończył karierę.

## Osiągnięcia

### Mistrzostwa świata
| Miejsce | Dzień       | Rok  | Miejscowość          | Konkurencja       | Zwycięzca           |
| ------- | ----------- | ---- | -------------------- | ----------------- | ------------------- |
| 2.      | 26 stycznia | 1997 | San Candido          | Snowboardcross    | Helmut Pramstaller  |
| DNF     | 13 stycznia | 1999 | Berchtesgaden        | Gigant            | Markus Ebner        |
| 22.     | 14 stycznia | 1999 | Berchtesgaden        | Gigant równoległy | Richard Richardsson |
| 28.     | 17 stycznia | 1999 | Berchtesgaden        | Snowboardcross    | Henrik Jansson      |
| 28.     | 22 stycznia | 2001 | Madonna di Campiglio | Gigant            | Jasey-Jay Anderson  |
| DNS     | 28 stycznia | 2001 | Madonna di Campiglio | Snowboardcross    | Guillaume Nantermod |

### Puchar Świata

#### Miejsca w klasyfikacji generalnej
- sezon 1994/1995: -
- sezon 1995/1996: 54.
- sezon 1996/1997: 25.
- sezon 1997/1998: 22.
- sezon 1998/1999: 31.
- sezon 1999/2000: 69.
- sezon 2000/2001: 33.
- sezon 2001/2002: -

#### Miejsca na podium
Nie zajmował miejsc na podium.